# Dirty (pel·lícula)
Dirty és un curtmetratge estatunidenc del 2020 de drama romàntic "coming on age" LGBTI, escrit i dirigit per Matthew Puccini. Es va estrenar al Sundance Film Festival de 2020, on va ser nominat al Gran Premi del Jurat al Millor Curtmetratge.
La pel·lícula es va estrenar en línia a través d'una projecció virtual de SXSW, ja que el festival va ser cancel·lat com a conseqüència de l'pandèmia de la COVID-19. No obstant això, el festival va atorgar la pel·lícula amb un premi especial del jurat per les actuacions dels seus actors principals, Morgan Sullivan i Manny Dunn. Després fou projectada a BFI Flare, Outfest Fusion, Atlanta Film Festival i el Palm Springs International ShortFest; en aquest últim va ser nominat com a millor curt LGBTQ+. L'octubre de 2020, els drets de transmissió de la pel·lícula van ser adquirit per The Criterion Channel.

## Argument
En Marco acurta laclasse per passar la tarda amb el seu xicot, Graham. Les coses no surten com estava previst.
Segons Puccini, aquesta pel·lícula i el seu curt anterior,  Lavender (2019), són personals per a ell, dient: "Estic agraït a les dues pel·lícules per diferents motius i totes formen part d'un període de la meva vida: explorant aquestes idees d'intimitat i solitud i que busquen connexió entre persones queer. D'alguna manera són gairebé dos intents de respondre a la mateixa pregunta."

## Repartiment
- Morgan Sullivan - Marco
- Manny Dunn - Graham
- Sean Patrick Higgins - Mr. Flanangan
- Ethan River Cohen, Chelsea Eason, Cherish Hearts, Ryan Knight, Octavia Kohner, Maurice Nelson, Zac Porter, Olivia Sulkowicz, Melissa Topnas, Arianna Wellmoney, Jude Young - Estudiants

## Premis
| Any  | Premi                                               | Festival                                           | Receptor                   | Resultat  |
| ---- | --------------------------------------------------- | -------------------------------------------------- | -------------------------- | --------- |
| 2020 | Gran Premi del Jurat de Curtmetratges               | Festival de Cinema de Sundance                     | Dirty                      | Nominat   |
| 2020 | Gran Premi del Jurat - Curt de Narrativa            | SXSW Film Festival                                 | Dirty                      | Nominat   |
| 2020 | Reconeixement especial del jurat a la interpretació | SXSW Film Festival                                 | Morgan Sullivan Manny Dunn | Guanyador |
| 2020 | Millor curt LGBTQ+                                  | Palm Springs International ShortFest               | Dirty                      | Nominat   |
| 2020 | Competició de curts de ficció                       | Festival de Cinema de Montclairl                   | Dirty                      | Nominat   |
| 2020 | Millor curtmetratge (premi del públic)              | Fire!! Mostra Internacional de Cinema Gai i Lesbià | "Dirty"                    | Guanyador |